# Синиця чорна

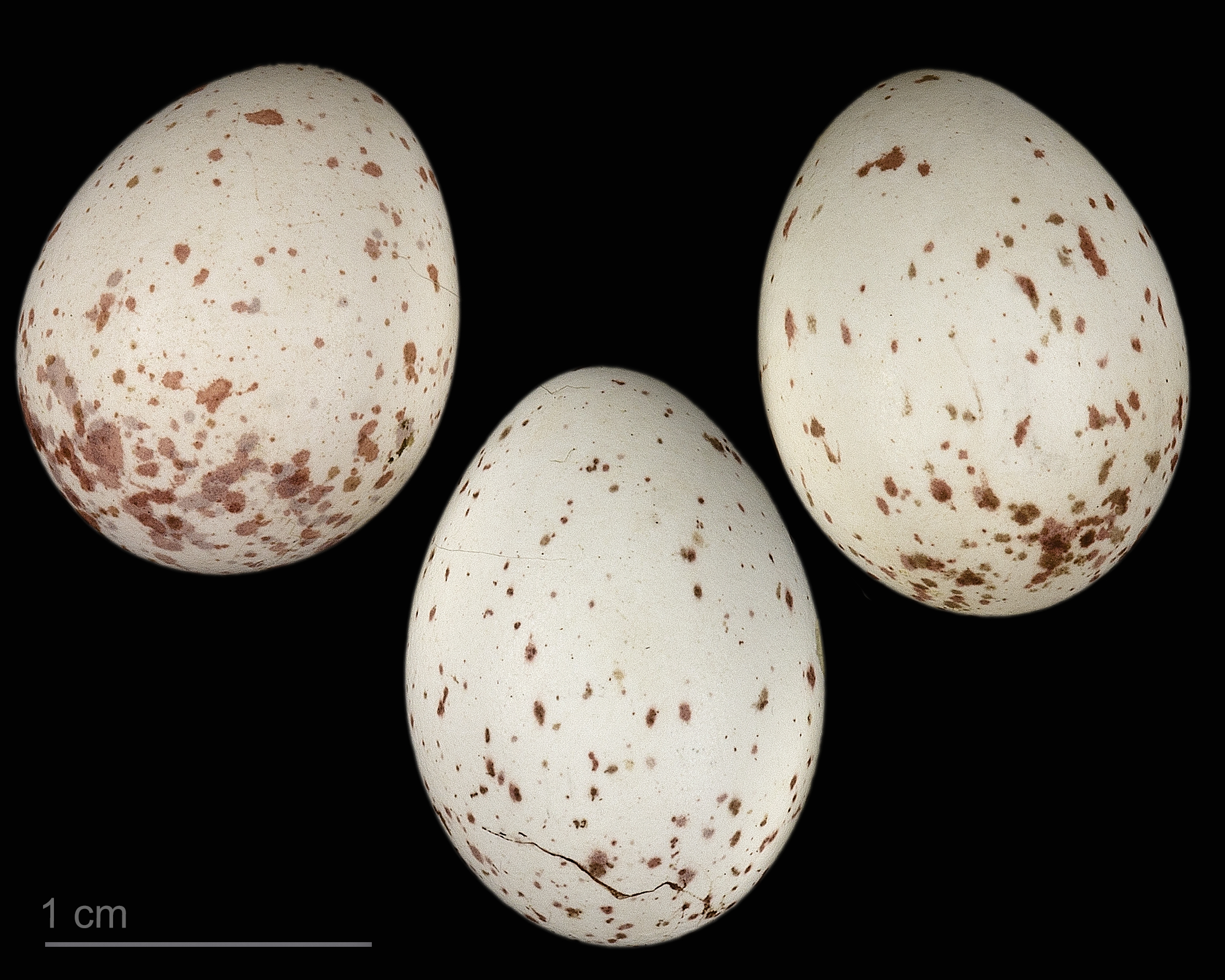
Яйце Periparus ater abietum — Тулузький музей

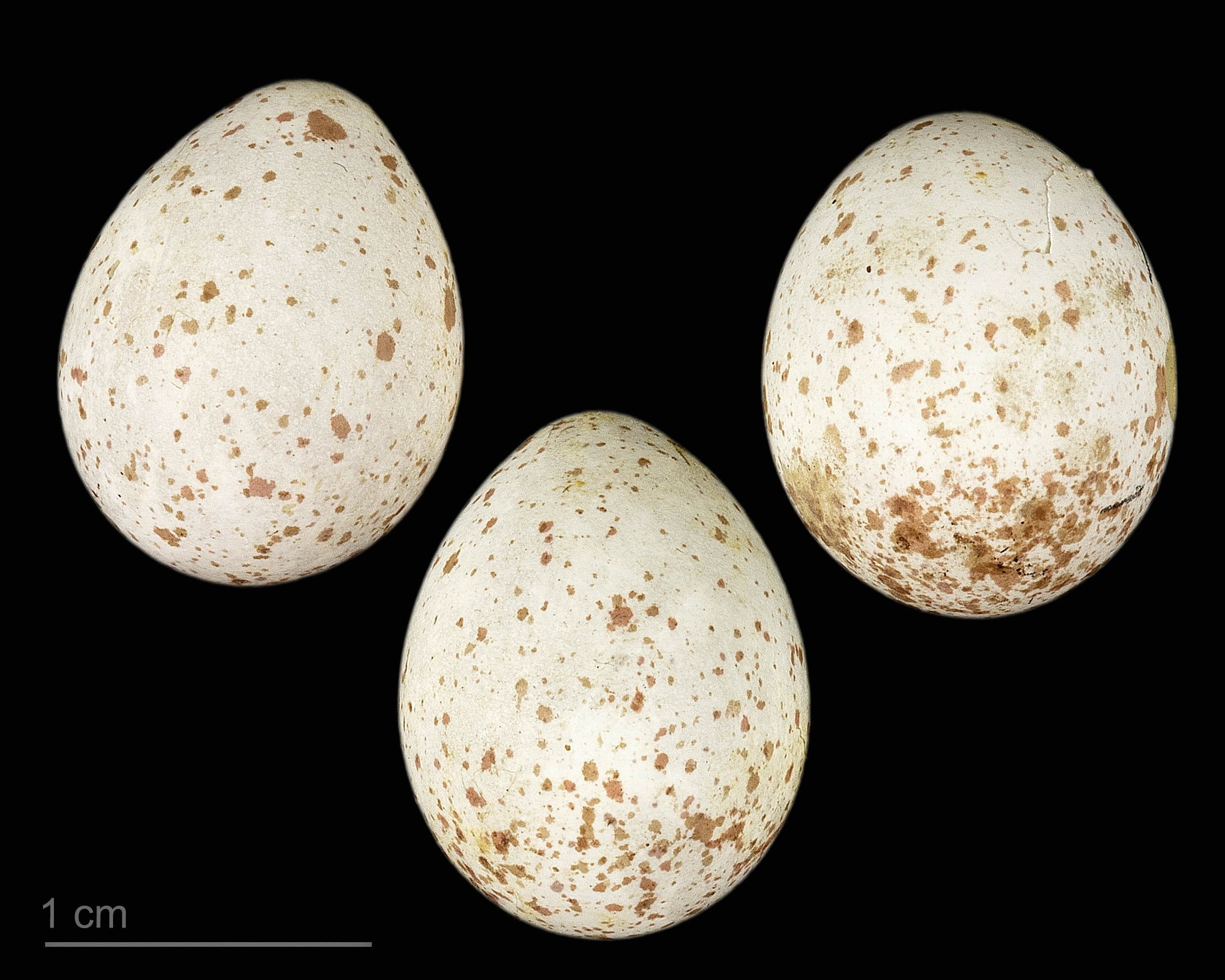
Яйце Periparus ater britannicus — Тулузький музей

Сини́ця чо́рна (Periparus ater) — невеликий птах родини синицевих (Paridae). В Україні осілий, кочовий, зимуючий вид. Охороняється Бернською конвенцією.

## Морфологічні ознаки
Синиця невеликих розмірів, менша за горобця. Маса тіла 8—10 г, довжина тіла близько 11 см. У дорослого птаха верх голови і горло чорні, з полиском; щоки, потилиця і шия з боків білі; спина оливково-сіра; поперек і надхвістя рудуваті; на чорних верхніх покривних перах крила дві білі поперечні смужки; низ білий, з вохристим відтінком; махові і стернові пера бурі, зі світлою облямівкою; дзьоб чорний, ноги сірі. У молодого птаха верх голови і горло з бурим відтінком; щоки, потилиця і низ жовтувато-вохристі. Від більшості синиць відрізняється білою потилицею та двома білими смужками на крилі.

## Поширення
Область поширення — лісові райони Євразії, а також Атлаські гори, північно-західний Туніс в Африці. На північ у Скандинавії і Фінляндії піднімається до 67 пн.ш, в Європейській частині Росії до 65 пн.ш., у долині Обі до 64 пн.ш, далі на схід — до 62-ї паралелі, на тихоокеанському узбережжі до Охотського моря. Ізольована популяція також існує на Камчатці. Південна межа ареалу приблизно збігається з кордоном лісостепової зони і проходить через південні схили Карпат, північну Україну, Калузьку, Рязанську, Ульяновську області Росії, Південний Урал, Алтай, Північну Монголію, верхню течію Амура. Далі на схід межа ареалу проходить значно південніше, охоплюючи північно-східні райони Китаю на південь до Ляоніна. Крім того, в Китаї і прилеглих районах (Непал, М'янма) є декілька ізольованих ділянок. Інші розрізнені ділянки ареалу — Крим, північно-східна Туреччина, Кавказ, Закавказзя, Іран, Сирія і Ліван. За межами материку зустрічається на Британських островах, Сицилії, Корсиці, Сардинії, Кіпрі, Сахаліні, Монероні, південних Курильських, Хоккайдо, Хонсю, Цусімі, Чеджудо, Якусімі, Тайвані
В Україні гніздиться в лісовій і частково в лісостеповій смугах, а також в гірському Криму. Спостерігається розширення ареалу на південь. У центральній Україні найбільш південною точкою гніздування є околиці м. Черкас.. Взимку трапляється майже на всій території, крім півдня та південного-сходу степової смуги. Протягом двох останніх десятиліть ареал розширюється в південному напрямку.
Під час зимових кочівель трапляється в лісах і парках Запорізького Придніпров'я та Приазов'я.

## Підвиди
Нараховують близько 21 підвиди:
- P. a. ater (Linnaeus, 1758)
- P. a. britannicus (Sharpe & Dresser, 1871)
- P. a. hibernicus (Ogilvie-Grant, 1910)
- P. a. vieirae (Nicholson, 1906)
- P. a. sardus (O. Kleinschmidt, 1903)
- P. a. atlas (Meade-Waldo, 1901)
- P. a. ledouci (Malherbe, 1845)
- P. a. moltchanovi (Menzbier, 1903)
- P. a. cypriotes (Dresser, 1888)
- P. a. derjugini Zarudny & Loudon, 1903
- P. a. michalowskii (Bogdanov, 1879)
- P. a. gaddi Zarudny, 1911
- P. a. chorassanicus (Zarudny & Bilkevitch, 1911)
- P. a. phaeonotus (Blanford, 1873)
- P. a. rufipectus (Severtsov, 1873)
- P. a. martensi (Eck, 1998)
- P. a. aemodius (Blyth, 1845)
- P. a. pekinensis (David, 1870)
- P. a. kuatunensis (La Touche, 1923)
- P. a. insularis (Hellmayr, 1902)
- P. a. ptilosus (Ogilvie-Grant, 1912)

## Чисельність
Чисельність в Європі оцінена в 12—29 млн пар, в Україні — 85—115 тис. пар. Враховуючи, що в Європі розташовано 50—74 % площі гніздового ареалу, попередня оцінка загальної чисельності виду становить 73—348 млн особин. Чисельність стабільна.

## Гніздування
Чорна синиця — типовий мешканець хвойних лісів. Віддає перевагу ялиновим лісам, зустрічається також в ялиново-листяних і соснових лісах. Гніздиться окремими парами. Гнізда влаштовує в дуплах переважно хвойних дерев, зокрема, у природних порожнинах, що утворилися у прогнивших стовбурах або трухлявих пнях, інколи — в старих дуплах дятлів. Висота їх розташування зазвичай не перевищує 1 м. Розміри дупел невеликі: глибина 10—15 см, ширина 5—10, діаметр льотка 2—4 см. У окремих випадках може заселяти штучні гніздівлі (синичники). Будівельним матеріалом слугує переважно зелений мох з домішками кінського волоса, інколи сухих травинок. Лоток вистилається товстим шаром шерсті ссавців, зрідка з домішкою пташиних пер.
У кладці 7—10 яєць. Шкаралупа матова, молочно-біла з дрібними іржаво-червоними або іржаво-коричневими плямами, інколи із завитками. Біля тупого кінця плями утворюють віночок. Розмір яєць: 15,10×11,68 мм.
Початок відкладання яєць припадає на кінець квітня. Свіжі кладки з'являються протягом першої половини травня. Протягом сезону два виводки. Другі кладки відмічають у другій половині червня. Яйця насиджує самка протягом 14—16 діб.

## Живлення

У пошуках корму

У період розмноження віддає перевагу різноманітним комахам та їх личинкам. Восени та взимку переключається на насіння рослин, головним чином хвойних, особливо ялини. У випадку неврожаю насіння хвойних здійснює кочівлі (див. біологічні інвазії) у нетипові для виду місця — листяні ліси, тундру, лісостеп та культурні ландшафти.

## Охорона
Вид занесений до Додатку ІІ Бернської конвенції (охоронна категорія: підлягає особливій охороні). На регіональному рівні в Україні занесений до Червоних списків тварин Луганської і  Сумської областей.